# Перкович (Шибеник)
Перкович (хорв. Perković) — населений пункт у Хорватії, у Шибеницько-Книнській жупанії у складі міста Шибеник.

## Населення
Населення за даними перепису 2011 року становило 111 осіб.
Динаміка чисельності населення поселення:

## Клімат
Середня річна температура становить 13,90 °C, середня максимальна – 28,76 °C, а середня мінімальна – -0,09 °C. Середня річна кількість опадів – 788 мм.
| Клімат поселення                              | Клімат поселення | Клімат поселення | Клімат поселення | Клімат поселення | Клімат поселення | Клімат поселення | Клімат поселення | Клімат поселення | Клімат поселення | Клімат поселення | Клімат поселення | Клімат поселення | Клімат поселення |
| Показник                                      | Січ.             | Лют.             | Бер.             | Квіт.            | Трав.            | Черв.            | Лип.             | Серп.            | Вер.             | Жовт.            | Лист.            | Груд.            |                  |
| Середній максимум, °C                         | 9,76             | 10,42            | 13,46            | 17,03            | 22,13            | 25,99            | 28,76            | 28,45            | 23,73            | 19,16            | 13,68            | 10,61            |                  |
| Середня температура, °C                       | 4,83             | 5,49             | 8,54             | 12,10            | 17,20            | 21,06            | 24,29            | 23,97            | 19,24            | 14,68            | 9,19             | 6,12             |                  |
| Середній мінімум, °C                          | −0,09            | 0,57             | 3,62             | 7,19             | 12,28            | 16,13            | 19,80            | 19,49            | 14,77            | 10,18            | 4,71             | 1,64             |                  |
| Норма опадів, мм                              | 69               | 60               | 65               | 70               | 55               | 53               | 32               | 46               | 73               | 83               | 99               | 83               |                  |
| Середньомісячна швидкість вітру, м/с          | 2.50             | 2.70             | 2.86             | 2.76             | 2.45             | 2.19             | 2.22             | 2.08             | 2.26             | 2.34             | 2.81             | 2.75             |                  |
| Середньомісячна сонячна радіація, кДж/м²·день | 5437             | 8211             | 11870            | 16388            | 20350            | 22921            | 24434            | 21435            | 16099            | 10398            | 5823             | 4594             |                  |
| --------------------------------------------- | ---------------- | ---------------- | ---------------- | ---------------- | ---------------- | ---------------- | ---------------- | ---------------- | ---------------- | ---------------- | ---------------- | ---------------- | ---------------- |
| Джерело:                                      |                  |                  |                  |                  |                  |                  |                  |                  |                  |                  |                  |                  |                  |